# Dendrocerus subtruncatus
Dendrocerus subtruncatus är en stekelart som först beskrevs av Jean-Jacques Kieffer 1907.  Dendrocerus subtruncatus ingår i släktet Dendrocerus och familjen trefåresteklar. Inga underarter finns listade i Catalogue of Life.